# کلیسای آمبارا
کلیسای آمبارا (به لاتین: Ambara church) یک کلیسا در گرجستان است که در آبخاز واقع شده‌است.